# 托卡雷马战役
托卡雷马战役（西班牙語：Batalla de Tocarema）发生于1538年8月19日下午至20日上午，交战双方为西班牙征服者贡萨洛·希门尼斯·德·克萨达与南部穆伊斯卡联盟的西帕萨希帕组成的联军，同原住民潘切人之间。战场位于今哥伦比亚昆迪纳马卡省卡奇派的托卡雷马村（Vereda Tocarema）。西班牙指挥官胡安·德·塞斯佩德斯与胡安·德·圣马丁分统征服者部队两翼，最终为联军赢得胜利。
西班牙殖民势力虽击败潘切人，却未能完全平息昆迪纳马卡西部地区原住民的反抗。要彻底征服穆伊斯卡人的西部邻族，仍需后续远征。早期西班牙编年史家佩德罗·德·阿瓜多、佩德罗·西蒙、胡安·弗雷莱和卢卡斯·费尔南德斯·德·彼德拉伊塔均记载这些部族好战且具食人习俗。

## 背景
西班牙征服时期，哥伦比亚安第斯东部山脉的中部区域居住着多个原住民群体。安第斯山脉东部的昆迪博亚卡高原及其周边山谷（如滕萨山谷）为穆伊斯卡人定居地，其西部毗邻穆索人，西南部接壤潘切人，南部则是苏塔加奥人的领域。早于穆伊斯卡时代的埃雷拉时期（其时间跨度为公元前800年至公元800年）开启了前哥伦布时期的首个陶器时代。东部山脉最古老的陶器出土于托卡雷马，经碳测定年代为公元前750年。

### 潘切和穆伊斯卡
潘切人属加勒比语系族群，据编年史家佩德罗·德·阿瓜多记载具有食人习俗。他们居住于东部山脉西侧海拔较低的地带，东接高原地区，西邻马格达莱纳河。该族群众多社区和卡西克（酋长）的名称保留为当地市镇、河流及行政区的名称。潘切人的南部邻族为皮豪人。征服时期，潘切人口约三万人。
穆伊斯卡人是由多个群体组成的原住民，使用穆伊斯库本语——一种归类于奇布查语系的语言。其领土范围约涵盖25,000平方公里区域。学界将其社会组织形式称为穆伊斯卡联盟，由多位卡西克共同治理，其中苏阿莫克斯的伊拉卡、通达马的通达玛、罕萨的萨克与巴卡塔的西帕地位最为重要。“穆伊斯卡”在穆伊斯库本语中意为“人民”或“人”，他们奉行以贸易和盐矿开采为基础的生存型经济，因此被称为“盐族人”。

### 西班牙征服者

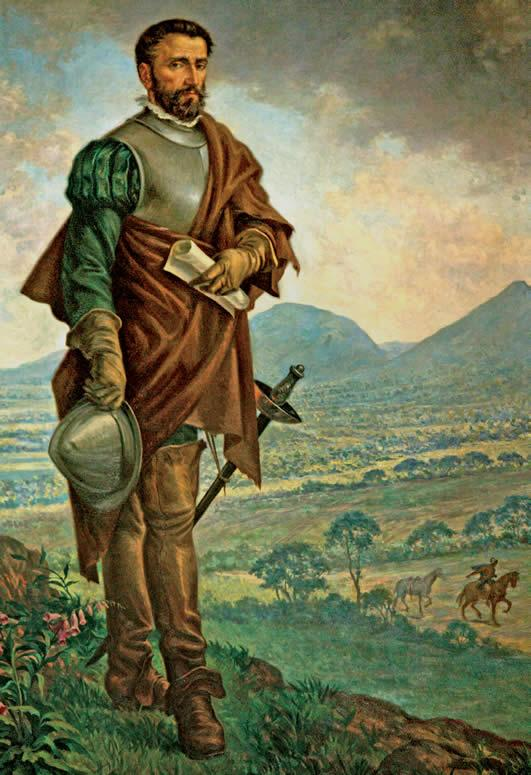
贡萨洛·希门尼斯·德·克萨达是哥伦比亚东部安第斯地区的主要征服者，在建立圣菲波哥大城两周后率军于托卡雷马战役击败潘切人

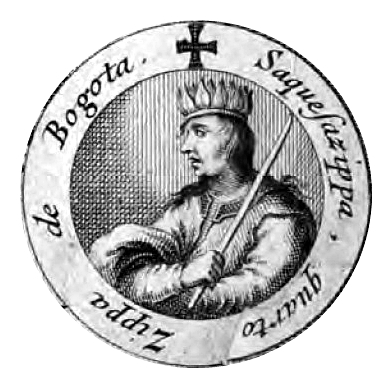
萨希帕，亦称萨奎萨希帕（Zaquesazipa），穆伊斯卡末代西帕，在托卡雷马战役中发挥关键作用

西班牙征服者已控制加勒比海岸的泰罗纳地区，罗德里戈·德·巴斯蒂达斯与其麾下军官（包括胡安·德·塞斯佩德斯）于1525年7月建立圣玛尔塔与塔甘加两座据点。此后十年间，西班牙船只将这座地处圣玛尔塔雪山脚下的港口城市当做最重要的登陆点。在当地热带海岸，西班牙人从原住民口中得知，在未知的安第斯山脉深处存在一座“黄金之城”，这便是“黄金国”神话的起源。1536年4月，征服者贡萨洛·希门尼斯·德·克萨达组织远征队深入内陆地区。他召集多名青年寻找黄金国，包括其弟埃尔南·佩雷斯·德·克萨达及其他西班牙征服者，他们离开相对安全的沿海地带，踏上了征服美洲过程中最艰险的远征。希门尼斯·德·克萨达将队伍分为两组：一组乘帆船沿马格达莱纳河溯流而上，另一组从陆路推进。帆船分队由弗朗西斯科·戈麦斯·德尔科拉尔（Francisco Gómez del Corral）、安东尼奥·迪亚斯·德·卡多索和胡安·德·阿尔瓦拉辛三位队长统领。
当西班牙人抵达新建立的拉托拉以南的奥蓬山脉（Sierras del Opón）时，他们发现了质量远高于加勒比海岸盐的盐块。询问运输盐的原住民后，对方通过翻译告知西班牙人：这些盐来自南方安第斯山脉高处一个先进而富庶的文明。这促使西班牙人离开马格达莱纳河，转向山区进发，此次行程后被称作“盐之路”。1537年3月初，距离最初七百多名士兵离开圣玛尔塔近一年后，这支因疾病、饥饿、原住民袭击和美洲豹攻击而严重减员的军队抵达穆伊斯卡领地奇帕塔，位于现今桑坦德省南部。原住民向西班牙人提供棉质披风以抵御高原寒冷气候。贡萨洛·希门尼斯·德·克萨达继续率队南下巴卡塔西帕的领地。1537年3月底，部队进入高原西南部的波哥大稀树草原，天主教征服者们在该年圣周期间驻扎于奇亚——这座位于今波哥大以北的定居点以月亮女神奇亚命名。由此地出发，他们向西南行至穆埃克塔，即西帕蒂斯克苏萨的驻地。此前蒂斯克苏萨曾获预言：他将“沐浴在自己的鲜血中死亡”，而肤色奇异的陌生人将致其殒命。1537年4月，西班牙人击败其格查战士，这位首领亦受致命伤。
西班牙人在博萨建立营地，贡萨洛·希门尼斯·德·克萨达由此组织多支新探险队寻找黄金国。他派遣征服者胡安·德·塞斯佩德斯向南行进，其弟埃尔南北返，自己则率其他征服者前往坦萨山谷，在当地发现索蒙多科和奇沃尔的富饶祖母绿矿区。1537年下半年击败穆伊斯卡其他重要首领——罕萨的克穆恩查托查与苏阿莫克斯的苏加穆西后，他返回波哥大稀树草原。1538年8月6日，圣菲波哥大城在此建立，成为新格拉纳达王国的首都。此时南部穆伊斯卡领导权由蒂斯克苏萨之弟萨希帕接管，此举违背了穆伊斯卡的传统继承制——通常应由前任西帕姐妹的长子继承统治权。潘切人获悉西班牙人在波哥大稀树草原建立新政权后，在西部定居点锡帕孔附近发动了袭击。

## 战斗

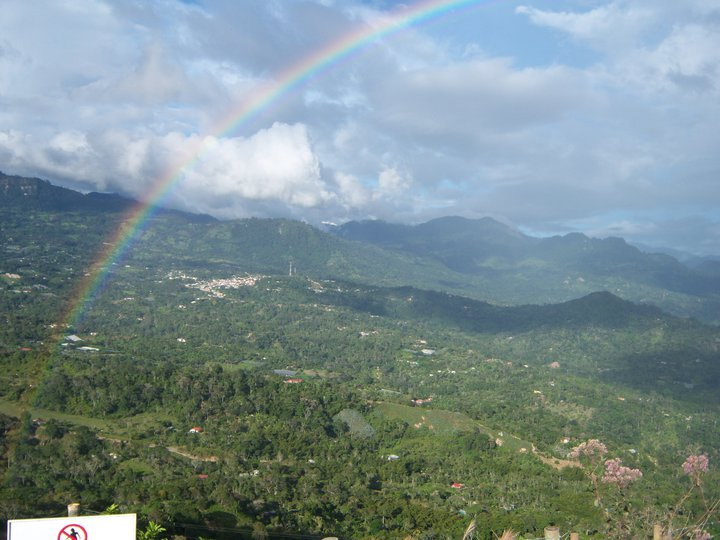
托卡雷马战役发生地昆迪纳马卡省卡奇派现代景观

萨希帕与西班牙征服者达成协议，决定共同镇压穆伊斯卡的宿敌。1538年8月19日，即波哥大建城两周后，穆伊斯卡与西班牙联军向西进入潘切人领地。西班牙士兵人数记载为50至“不超过100人”，而穆伊斯卡战士则在4,000至20,000人之间。穆伊斯卡战士率先进攻潘切人，西班牙军队则按贡萨洛·加西亚·索罗的战略部署潜伏在战场附近。战役在托卡雷马展开，位于今卡奇派与阿诺莱马之间。潘切人利用地形优势占据高地，向邻近的原住民联军发射毒箭。格查战士约百人阵亡，伤者更众。西班牙征服者发起冲锋，30名士兵负伤但无人阵亡。夜幕降临，潘切人撤退。
次日清晨，萨希帕部队推进至潘切人控制区，后者在开阔地带反击穆伊斯卡军。此刻西班牙征服者率骑兵与火器冲出埋伏。右翼由胡安·德·圣马丁指挥，左翼由胡安·德·塞斯佩德斯统领，佩德罗·费尔南德斯·德·巴伦苏埃拉亦参战。胡安·德·圣马丁在战斗中击杀潘切主卡西克，其本人亦负伤，联军最终击溃潘切。西班牙征服者与穆伊斯卡人返回波哥大稀树草原，以庆典欢庆胜利。

## 后续

比奥塔市徽上的长矛象征潘切人的抵抗

萨希帕与西班牙的联盟未能持久。1539年春，当贡萨洛·希门尼斯·德·克萨达与分别从东部和南部抵达波哥大稀树草原的征服者尼古劳斯·费德曼、塞巴斯蒂安·德·贝拉尔卡萨尔启程返回西班牙后，他将新格拉纳达王国的统治权交予其弟。埃尔南·佩雷斯·德·克萨达胁迫萨希帕向西班牙入侵者交出财宝，因这位西帕未按欧洲人要求服从，德·克萨达遂命令胡安·德·塞斯佩德斯与胡安·德·圣马丁对穆伊斯卡领袖实施酷刑——切割并灼烧其脚底。
潘切人持续抵抗西班牙王室，佩雷斯·德·克萨达继而组织新的远征军深入其领地。1543年8月，他派遣队长埃尔南·贝内加斯·卡里略西进。贝内加斯·卡里略途经查瓜尼、维图伊马、阿普洛与托凯马，并成为后三处聚落的殖民建立者。西班牙人在潘切领地设立三处委托监护地——翁达、卡拉莫伊马（Calamoyma，今瓜杜阿斯）与查派马（Chapayma，今比列塔）。

### 引用
1. 1 2 3 4 5 6  . Correvedile. 2017-02-03  [2025-07-30]. （原始内容存档于2017-02-03） （西班牙语）.
2. 1 2  Fernández de Piedrahita 1676，第323頁.
3. 1 2  Rodríguez Freyle & Achury Valenzuela 1979，第83頁.
4. 1 2  Rodríguez Freyle & Achury Valenzuela 1979，第117頁.
5. 1 2 3  . Pueblos Originarios.   [2025-07-30] （西班牙语）.
6. ↑  . 中国社会科学院拉丁美洲研究所.   [2025-07-30] （中文（中国大陆））.
7. ↑  Argüello García 2015，第56頁.
8. ↑  . Banco de la República（英语：Banco de la República (Colombia)）.   [2023-08-15] （西班牙语）.
9. 1 2 3  De Perdomo 1975，第250頁.
10. 1 2  Gonzalo Guillen. . The City Paper Bogotá. 2013-02-14  [2025-07-30] （英语）.
11. ↑  Daza 2013，第26頁.
12. 1 2  . Letras Uruguay.   [2025-07-30] （西班牙语）.
13. 1 2  . Biblioteca Virtual del Banco de la República. Banco de la República（英语：Banco de la República (Colombia)）.   [2025-07-30] （西班牙语）.
14. ↑  Banco de la República 1979，第82頁.
15. ↑  Banco de la República 1979，第83頁.
16. ↑  Ocampo López 2004，第176頁.
17. ↑  Fernández de Piedrahita 1676，第316頁.
18. ↑  . Biblioteca Virtual. Banco de la República（英语：Banco de la República (Colombia)）.   [2025-07-30] （西班牙语）.
19. ↑  . Universidad Distrital Francisco José de Caldas（英语：District University of Bogotá）.   [2025-07-30]. （原始内容存档于2016-10-10） （西班牙语）.
20. ↑  . Historia Crítica. Universidad de los Andes.   [2025-07-30] （西班牙语）.
21. ↑  Groot, José Manuel. . Bogotá: Imprenta de Focion Mantilla. 1869: 43.
22. ↑  Rodríguez Freyle & Achury Valenzuela 1979，第62頁.
23. ↑  . Radiomacondo. 2015-09-18  [2025-07-30] （西班牙语）.
24. ↑  . Alcaldía Municipal de Bituima.   [2025-07-30]. （原始内容存档于2018-12-21） （西班牙语）.
25. ↑  . Alcaldía Municipal de Chaguaní.   [2025-07-30]. （原始内容存档于2015-05-16） （西班牙语）.
26. ↑  . Alcaldía Municipal de Apulo.   [2025-07-30]. （原始内容存档于2018-12-21） （西班牙语）.
27. ↑  . Alcaldía Municipal de Tocaima.   [2025-07-30]. （原始内容存档于2014-03-10） （西班牙语）.
28. ↑  Tovar Pinzón 1995，第12頁.

### 文献
- Argüello García, Pedro María,  (PDF) (PhD), University of Pittsburgh: 1–193, 2015  [2017-01-26]
- Daza, Blanca Ysabel,  (PhD), Barcelona, Spain: Universitat de Barcelona: 1–494, 2013
- Fernández de Piedrahita, Lucas,  (PDF): 189–397, 1676  [2017-01-26], （原始内容 (PDF)存档于2014-06-11）
- Ocampo López, Javier, , Plaza y Janes Editores Colombia s.a.: 1–351, 2004  [2017-01-26], ISBN 978-958-14-0360-8
- De Perdomo, Lucia R,  (PDF), ICANH（英语：Colombian Institute of Anthropology and History）: 247–289, 1975  [2017-01-26] （西班牙语）
- Rodríguez Freyle, Juan; Achury Valenzuela, Darío,  (PDF), Fundacion Biblioteca Ayacuch: 1–598, 1979 [1859 (1638)]  [2017-01-26] （西班牙语）
- Tovar Pinzón, Hermes,  (PDF), Anuario Colombiano de Historia Social y de la Cultura, 1995, 22: 9–33  [2017-01-26]
- Banco de la República, , Boletín Cultural y Bibliográfico, 1979, 16 (3): 81–97 [1889 (1539)]  [2017-01-26]